# Kastberghallen
Kastberghallen är en ishall i Ånge i västra Medelpad som är döpt efter den numera avlidne trotjänaren Sören Kastberg. Den är hemmaarena för Ånge IK. Kastberghallen har cirka 600 ståplatser, en kiosk och en cafeteria med 80 sittplatser med utsikt över rinken. Den mest kände spelare som inlett sin karriär i Kastbergshallen är Elias Pettersson i Vancouver Canucks i NHL. 
Den första ishallen i Ånge bestod av ett kupoltält över en konstfrusen rink som på 1990-talet uppgraderades till nuvarande standard. 